# Sonia Kabanda Maliza
 (juin 2023).
 (juillet 2025).
Sonia Kabanda Maliza, née le 24 septembre à Kinshasa, est une entrepreneure et créatrice de mode francophone congolaise.

## Biographie
Résidente permanente d'Île de la Réunion,  département d’outre-mer, Sonia Kabanda est une entrepreneure congolaise dont les projets s'inscrivent dans les secteurs de l'événementiel, du style et de l'alimentation. Le magazine Konga l'a classée parmi les 5 femmes culturelles congolaises les plus influentes. Sonia Kabanda fait partie du groupe qui a représenté la République démocratique du Congo au festival de Cannes à l'édition 2023. La photo de sa robe panafricaine est vendue par getty images à 499 dollars.